# 澧县第一中学
澧县第一中学是位于湖南省常德市澧县城区的一所中等学校，简称为澧县一中。学校创办于1902年，但1994年90年校庆时发行的校徽上却标注为1904年。
现任校长为毛善新，自2011年上任。前任校长为赵绪清，任期自2003年至2011年。
2009年，澧县一中荣获“改革开放三十年全国基础教育影响力形象（中小学）学校”称号。
澧县一中曾划分为初中部和高中部，由于湖南省教育厅统一规划，初中部自2006年起改为九澧试验学校。

## 外部条目
- 湖南省澧县一中网站 （页面存档备份，存于）
- 九澧试验学校网站 （页面存档备份，存于）